# Selección de golbol de Yugoslavia
La selección de golbol de Yugoslavia era el equipo nacional masculino de Yugoslavia. Participó en competiciones internacionales de golbol.

## Juegos Paralímpicos
En los Juegos Paralímpicos de 1980 en Arnhem, Países Bajos, participaron doce equipos. Yugoslavia terminó sexto. Nueva York fue sede de los Juegos Paralímpicos de 1984, en los que participaron trece equipos y Yugoslavia terminó en tercer lugar. En los Juegos Paralímpicos de 1988 en Seúl, Yugoslavia ganó una medalla de oro.